# Xwela
Die Sprache Xwela (ISO 639-3: xwe; auch houeda, peda, phera, xwela gbe und xwela-gba) ist eine Niger-Kongo-Sprache aus der Sprachgruppe der Gbe-Sprachen, die von insgesamt 65.000 Personen in den beninischen Provinzen Mono und Atlantique gesprochen wird.
Die Sprache zählt daher auch zur Gruppe der Kwa-Sprachen. Es besteht eine lexikalische Ähnlichkeit mit dem West-Xwla [xwl] zu 90 %. Die meisten Sprecher beherrschen auch die Französische Sprache und vergessen nach und nach ihre eigene Xwela-Sprache.